# 앨버트 웨스커

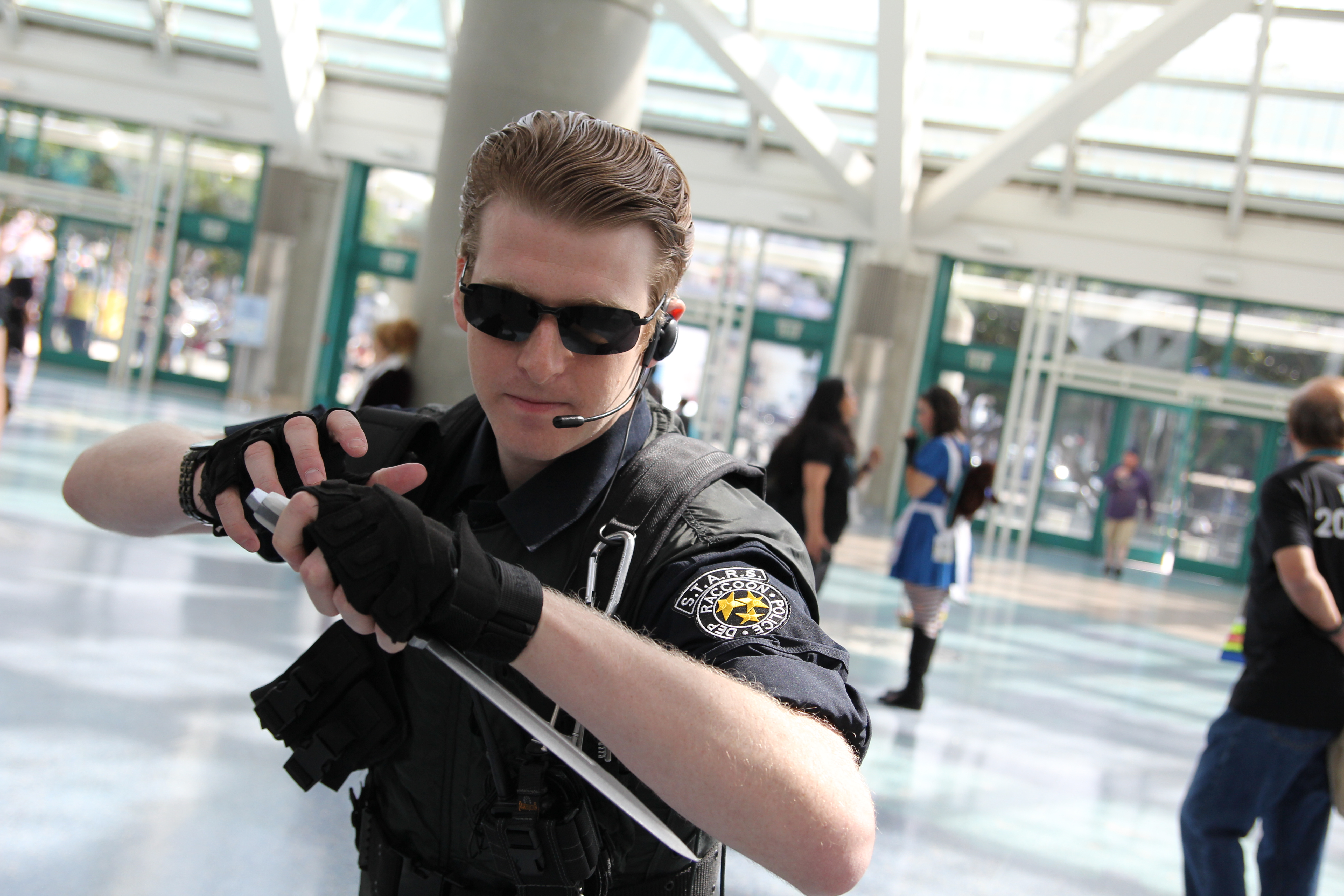

앨버트 웨스커(Albert Wesker)는 캡콤의 게임 바이오하자드 시리즈에 등장하는 인물이다.

## 캐릭터
라쿤 시티 경찰서 특수 부문 S.T.A.R.S.의 총 대장이며, 알파 팀의 리더이다. 생물 공학을 잘 알며 민간 기업의 요직을 거쳐 STARS 중심 인물로 발탁됐다. 원래라면, 부대장 겸 브라보 팀 지도자 엔리코 마리니가 연령과 기술, 그리고 덕망의 관점에서도 대장이 될 것으로 생각되고 있었지만, 엄브렐라 코퍼레이션의 주선으로 알버트가 대장으로 취임하게 되었다. 그래도 지휘관으로서 매우 유능한 사격 기술을 보여준다.